# Franz Mikorey (Bildhauer)
Franz Mikorey (* 30. Dezember 1907 in Dessau; † 17. September 1986 in München) war ein deutscher Bildhauer.

## Leben
Franz Mikorey verbrachte seine Kindheit in Partenkirchen und besuchte die dortige Schnitzschule. Von 1925 bis 1930 studierte er an der Akademie der Bildenden Künste München bei Josef Wackerle, mit dem er zeitlebens befreundet war. Er hatte ein Atelier in Bogenhausen.
In der Zeit des Nationalsozialismus waren Mikoreys Werke in der Großen Deutschen Kunstausstellung regelmäßig vertreten, so z. B. 1942 mit dem Relief Sonnengott.
Nach dem Zweiten Weltkrieg war Mikorey u. a. Präsident der 1946 wiedergegründeten Münchner Sezession und Mitglied in der als eingetragener Verein organisierten Ausstellungsleitung Große Kunstausstellung im Haus der Kunst München e. V. 1969 wurde ihm der Bayerische Verdienstorden verliehen.
Mikoreys Vater war der Generalmusikdirektor Franz Mikorey, sein Großvater der Opernsänger Max Mikorey (1850–1907). Der Psychiater Max Mikorey (1899–1977) war sein ältester Bruder.

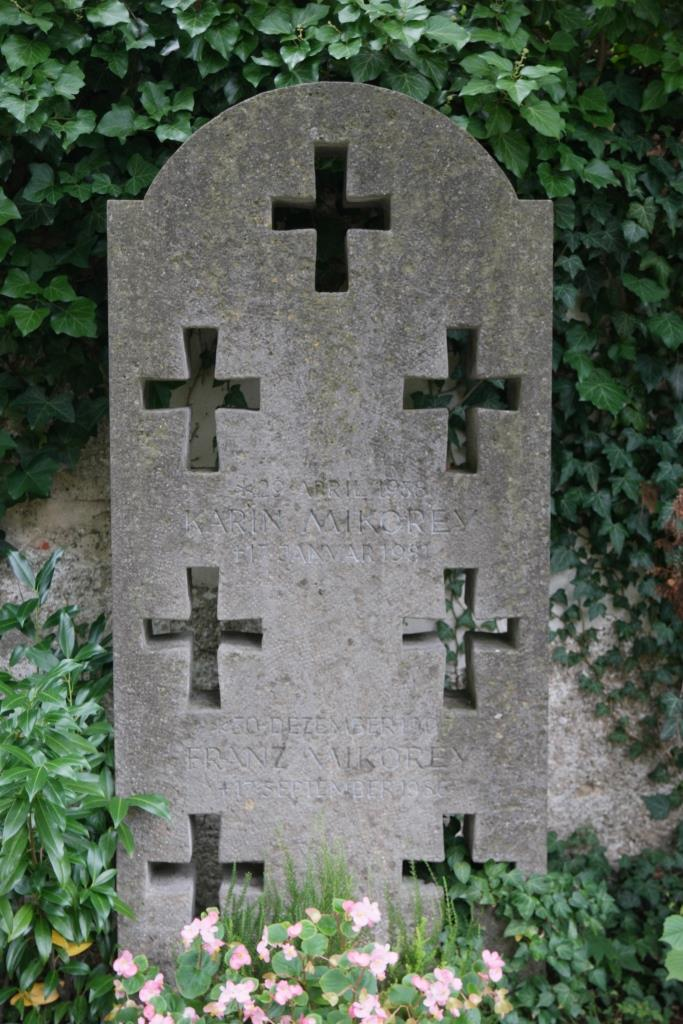
Grab von Franz Mikorey auf dem Friedhof München-Solln

Franz Mikorey starb 1986 in München und ist auf dem Friedhof Solln beigesetzt.

## Werke

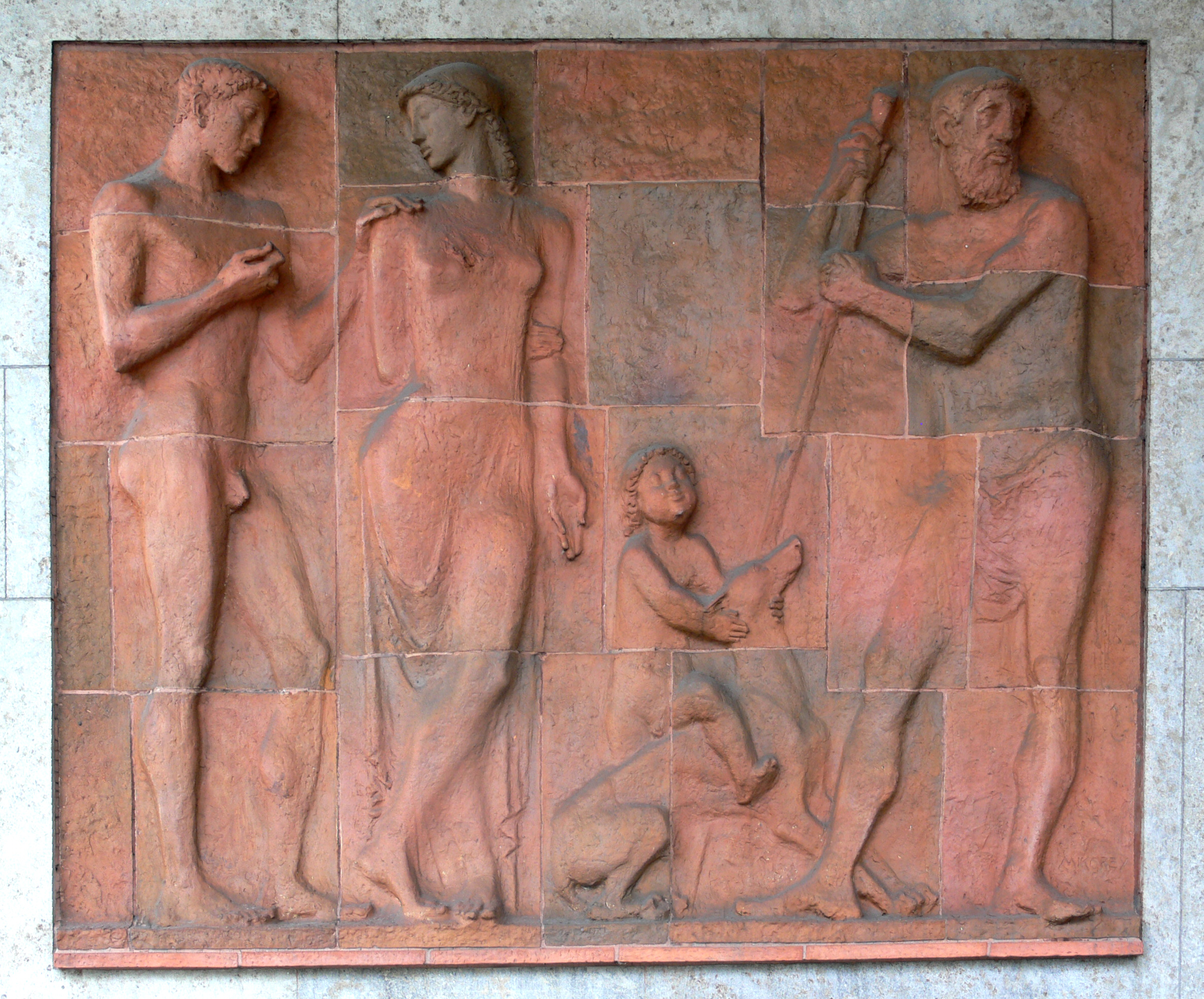
Relief am Haus Maximiliansplatz 13

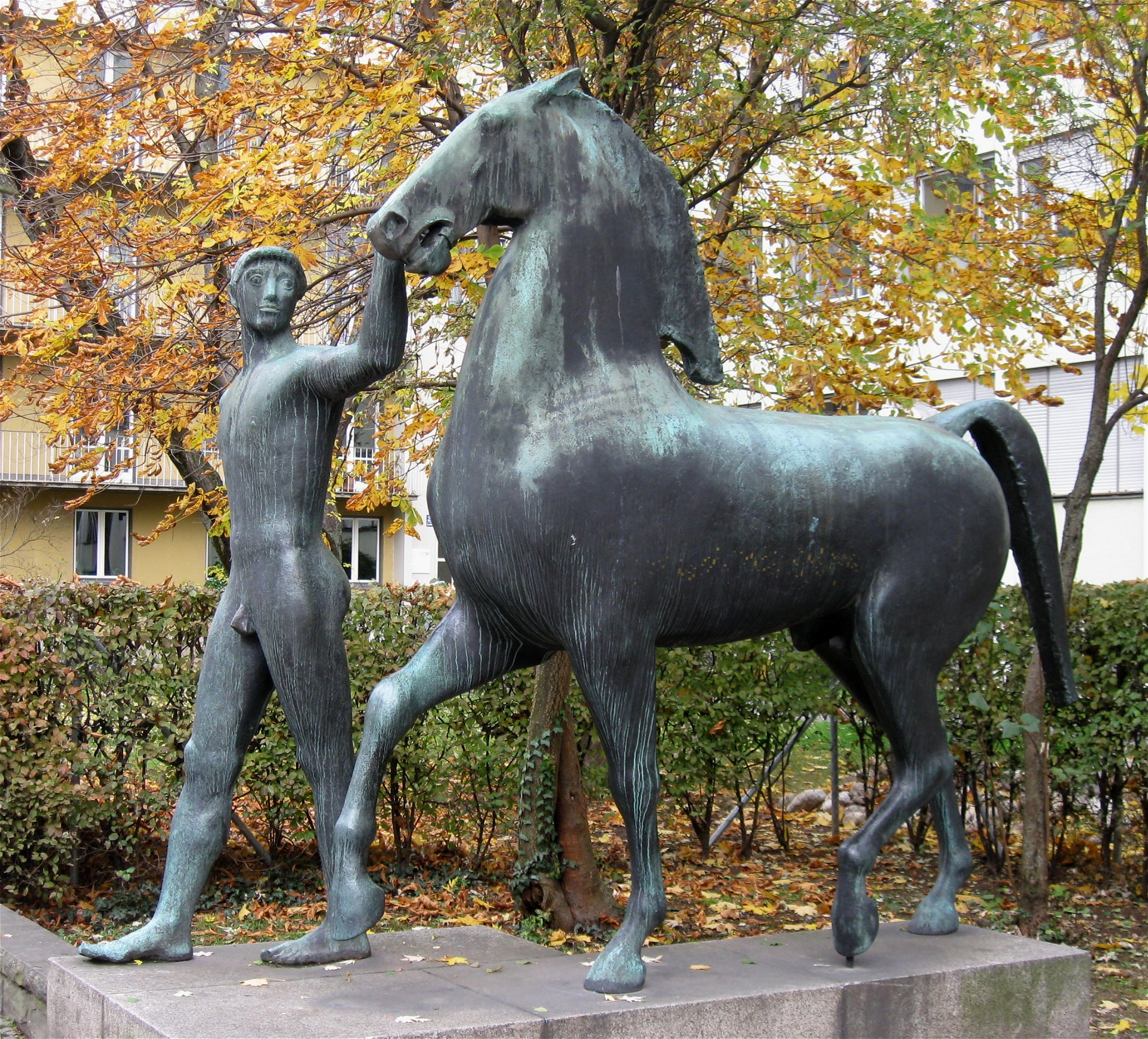
Rosselenker, Goethestraße in München

Mikorey arbeitete figürlich in Stein, Bronze und Holz. Typische Motive seiner Skulpturen sind Tiere, häufig Pferde. Neben großen Reliefs und Plastiken im öffentlichen Raum schuf er Miniaturen und zahlreiche Porträts bekannter Zeitgenossen. Zu den Porträtierten zählten Rupprecht von Bayern, Richard Strauss, Hans Pfitzner, Carl Orff, Richard Riemerschmid, Feodor Lynen, Fritz Kortner, Adolf Hartmann, Johannes Steinhoff, Josef Ratzinger, Peter von Siemens und Rolf Rodenstock.
- Denkmal für noch nicht zurückgekehrte Kriegsgefangene (im Bogen unter dem Alten Rathaus München), 1954, Relief[3]
- Vater-Sohn-Brunnen (Passage zum Dom, Weinstr. 3, München), 1957, Serpentino, Bronze[4]
- Doppelschalenbrunnen (Innenhof der Bayerischen Staatsbank, Prannerstr. 2, München), 1960[5]
- Hygieia (vor dem Hygiene-Institut der LMU, Pettenkoferstraße, München), 1961, Bronze[6]
- Genien über den Proszeniumslogen des Nationaltheaters (Max-Joseph-Platz 2, München), vor 1963[7]
- Gedenkbrunnen[2] und -reliefs für Leo von Klenze und Friedrich von Gärtner (Arkaden der Ludwigskirche, Ludwigstr. 20, München), 1964
- Girl with pot. (Privatbesitz), Höhe 24,5 cm, Bronze[8]
- Vogerl im Herbst. (Privatbesitz), 1973, 27 cm × 22 cm, Bronze-Relief mit Gold-Patina[8]
- Stele mit Reliefs zum Gedenken an Bertolt Brecht (im Schulhof des Städtischen Bertolt-Brecht-Gymnasiums, München-Pasing), 1974[9]
- Springende Pferde (Herzog-Wilhelm-Str. 24, München, aufgestellt 1974)[10]; erste Aufstellung 1934 auf dem Tassiloplatz in der Au[11]
- Mann und Pferd. (Privatbesitz), 1975, Höhe 32 cm, Bronze mit grauer Patina[8]
- Madonna (über dem Eingang des Hauptgebäudes der LMU. Geschwister-Scholl-Platz 1, München)
- Relief am Bankhaus Reuschel & Co. (Maximiliansplatz 13, München)[12]
- Rosselenker (vor dem Max-Planck-Institut für Biochemie, Goethestraße 29–31, München),[2] Bronze